# Carol Miller
Carol Miller és una periodista, arqueòloga i escultora nord-americana nascuda a Los Angeles, Califòrnia, el 1933, immigrada a Mèxic el 1952, que s'ha distingit per les seves aportacions a l'art escultòric, per les seves publicacions en relació amb el país de la seva adopció i pels seus estudis sobre el món maia i altres cultures mesoamericanes, sobre les quals també ha publicat alguns llibres.

## Dades biogràfiques
Va començar la seva carrera com a periodista als quinze anys. Va ser corresponsal de la revista Life en la Ciutat de Mèxic de 1962 a 1964, escriptora, traductora, crítica d'art i de cinema, editora, conferencista, publirelacionista, arqueòloga i escultora. Ha escrit més de trenta llibres tant en anglès com en espanyol, llengua que domina com la seva materna.
Ha realitzat recerca arqueològica i ha escrit sobre arqueologia de la regió maia i de l'altiplà de Mèxic. Els seus viatges li han permès conèixer Mèxic i escriure entorn de la seva història. També ha fet treballs sobre altres cultures com la grega, havent-hi sida nomenada Agregada Cultural de l'Ambaixada de Grècia a Mèxic pels seus escrits i articles sobre la cultura hel·lènica en la premsa mexicana. És també consultora del Centre d'Estudis Maies-UNAM a Mèxic.
El seu treball com a escultora es va iniciar en rebre la invitació, cap a 1969, de l'artista plàstica d'origen libanès, Charlotte Yazbek, per treballar en el seu estudi. Havia obtingut abans un grau acadèmic superior de l'Accademia Internazionale Greci-Marino a Vinzaglio, Itàlia. Durant anys ha treballat amb fang modelat buidat en bronze i, últimament, amb plastilina i altres materials. Recentment s'ha bolcat en una temàtica que li resulta preferida: la dels animals i, particularment, la de fèlids, que per la seva estilització li donen un segell particular a l'escultora.

## Llibres escrits
- Saudade (Poesia), 1962.
- Política i moviment laboral a Amèrica Llatina, 1965.
- Democràcia a la República Dominicana, experiment inconclús, 1966.
- Reindorf, Alpine Fine Arts Books, 1983.
- El Profeta Alado (col·laboració amb la Dra. Guadalupe Rivera Marín).
- The Winged Prophet, From Hermes to Quetzalcoatl (versió en anglès) amb Guadalupe Rivera Marín, Xarxa Wheel/Weiser, USA, 1994.
- Món Maya, Viatges (Editorial El Dia, Mèxic), assajos, 1993.
- Més Viatges al Món Maya, la Península de Yucatán, Belize i El Salvador (Editorial de la Loteria Nacional, Mèxic), assajos, 1994.
- El Pilar, Reserva arqueològica de la fauna i flora maies (en col·laboració amb Anabel Ford), 1995.
- Travels in the Maya World, Xlibris ISBN 0-7388-1972-7, 2000.
- The Other Side of Yesterday, Xlibris ISBN 0-7388-1871-2, 2000.
- Training Juan Domingo: Mexico and Me, Xlibris ISBN 1-4010-0010-X, 2000.
- The Guttered Dog, A Compilation, Xlibris ISBN 1-4010-4662-2, 2001.
- Syria, A Selection of Reports, Xlibris ISBN 1-4010-6005-6, 2002.
- Travels in the Asian World (Xina, Tibet, Vietnam, Cambodja, Laos), Xlibris, 2002.
- Belize, An Interruption of the Jungle, for the state of Quintana Roo, Mèxic, 2001.
- The Coca Box (Travels in Peru), Xlibris ISBN 1-4134-0153-8, 2003.
- Hisendes Henequeneres de Mèxic.
- Henequén, Un regal i una maledicció, 2003.
- Laying on of Hands, Another Travel Anthology, Xlibris ISBN 1-4134-1657-8, 2003.
- Dolores Olmedo Patiño (1908-2002), Museu Dolores Olmedo, Mèxic, 2004.
- Henry Moore a Mèxic, Museu Dolores Olmedo, Mèxic, 2005.
- Robert Motherwell per al Museu Dolores Olmedo, 2008.
- American Modernism, translation to Spanish of texts of the exhibit at the Museu Dolores Olmedo, Xochimilco, Mèxic, material prepared by the curators of the Walker Art Center, Minneapolis, USA, 2008.
- The Dolores Olmedo Museum, translation English-Spanish, Spanish-English of seven texts for the museum catalog, 2008.
- The Sculptural Space, translation to English of fourteen texts by artists, authors and university authorities for the National Autonomous University of Mexico (UNAM), 2009.
- James Ensor, traducció a l'espanyol del catàleg de l'exposició del Museu Dolores Olmedo en col·laboració amb el Palau de les Belles arts de Brussel·les i el Museu Real de Belles arts d'Anvers, Bèlgica, Mèxic 2010.
- Ànima de la meva ànima, el Mèxic dels estrangers, Institut Nacional d'Antropologia i Història (INAH) amb l'Institut Nacional de Migració, (INM), Secretaria de Governació, CONACULTA, Ciutat de Mèxic, DGE Equilibrista, editors, 2011.
- Travels in Syria, a Love Story, North Carolina (USA), CreateSpace, 2013.
- Mathías Goeritz, Mexico City, Aura Publications, Dr. Lily Kassner, Ph.D., English version by Carol Miller, 2014.
- The Shameless Full Moon, Travels in Africa, North Carolina (USA), CreateSpace, 2014.
- The World Over, A Carol Miller Anthology, North Carolina (USA), CreateSpace, 2015.
- Ancestral, la sorprenent relació entre les antigues civilitzacions d'Àsia i Amèrica, Ciutat de Mèxic, Grupo Planeta, 2015.